# A. J. Cook
Andrea Joy «A. J.» Cook (Oshawa, Ontario, 22 de julio de 1978) es una actriz canadiense. Es conocida por su papel de Jennifer «J.J.» Jareau en la serie de la CBS Mentes criminales. También ha aparecido en películas como Las vírgenes suicidas (1999) y Destino final 2 (2003).

## Primeros años
Andrea nació en Oshawa, Ontario, y pasó la mayor parte de su vida en la cercana Whitby, donde asistió a Anderson Collegiate Vocational Institute. Su padre, Mike, es profesor; su madre, Sandra, psiquiatra, y tiene tres hermanos: Nathan, Paul y Angela. Cook fue declarada legalmente ciega en el segundo grado debido a un severo astigmatismo, pero usó lentes de contacto y gafas gruesas para corregir su visión. En 2007 se sometió a una cirugía durante la cual un implante de lente corrigió el deterioro. Una bailarina desde los cuatro años, Cook comenzó a estudiar jazz, claqué y ballet. Participó en muchas competiciones de baile hasta la edad de diecisiete años, cuando decidió optar por la actuación.

## Carrera

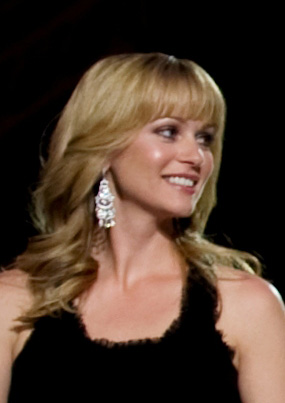
Cook en el Concierto del Día de los Caídos de 2010.

Cook actuó por primera vez en un anuncio publicitario de la cadena de hamburguesas McDonald's en 1997. Tuvo un papel secundario en la serie de televisión Goosebumps, y apareció en dos películas In His Father's Shoes y Elvis Meets Nixon. En 1999 fue una de las cinco hermanas protagonistas de la película de Sofia Coppola Las vírgenes suicidas, donde coincidió con Hayden Christensen, con el que más tarde protagonizó la serie de televisión Higher Ground.
Después de Higher Ground, Cook apareció en la película de televisión de 2000 The Spiral Staircase (junto a Kandyse McClure, también de Higher Ground), y luego obtuvo papeles principales en varias películas, incluyendo Out Cold (como el interés amoroso de Jason London), Ripper, I'm Reed Fish, y Destino final 2. En 2003, Cook apareció en Tan muertos como yo. También estaba en la primera temporada de Tru Calling como Lindsay Walker.
Desde septiembre de 2005, ha participado como Jennifer «J.J.» Jareau en el drama de CBS Mentes criminales. El 14 de junio de 2010, se anunció que su opción de contrato no se recogería para la sexta temporada como regular debido a los recortes presupuestarios en la serie, pero sí regresó por dos episodios para terminar la historia de su personaje debido a cartas y peticiones escritas a los productores de la serie. Ella también volvió para un episodio para la salida de Paget Brewster de la serie. El 16 de abril de 2011, se informó de que había firmado para reaparecer por dos temporadas más de la serie.
En 2013, se anunció que fue contratada como portavoz de Proactiv. Apareció en la edición de enero/febrero de 2014 de la revista Maxim. Ella fue clasificada en 88 en la lista Hot 100 de Maxim de 2014. Ella fue la mariscal para el STP 500 en la carrera de Martinsville en Martinsville, Virginia el 3 de abril de 2016.

## Vida personal
Cook es miembro de La Iglesia de Jesucristo de los Santos de los Últimos Días. El 3 de agosto de 2001, se casó con su novio, Nathan Andersen. Los dos se conocieron en una clase de cine en la Universidad del valle de Utah, y ella se mudó más tarde a Salt Lake City, Utah para estar con él. Residen en Los Ángeles, California con sus dos hijos.
En marzo de 2008, se informó que Cook y Andersen estarían esperando su primer hijo para septiembre. Su hijo, Mekhai, nació en 2008. Mekhai hace una breve aparición como Henry LaMontagne en Mentes criminales, cuando el personaje de Cook está comprando medicamentos para niños de una farmacia. Repitió el papel en el final de dos horas de la séptima temporada en 2012 y varios otros episodios a lo largo de la serie. En marzo de 2015, Cook y Andersen anunciaron que esperaban un segundo hijo. El segundo hijo de la pareja, Phoenix Sky, nació en julio de 2015 y también aparece en Mentes criminales como segundo hijo de JJ, Michael.

## Filmografía

### Cine

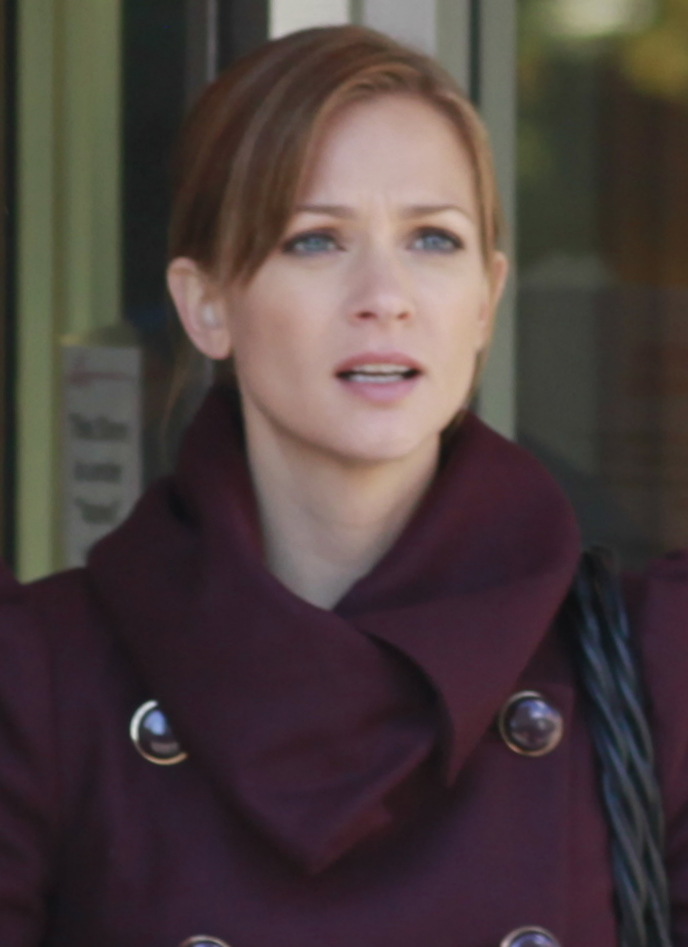
Cook durante el rodaje de Bringing Ashley Home en 2010.

| Año  | Título                    | Papel           | Notas                    |
| ---- | ------------------------- | --------------- | ------------------------ |
| 1997 | Laserhawk                 | Chica linda     |                          |
| 1999 | Blue Moon                 | Alison          |                          |
| 1999 | Las vírgenes suicidas     | Mary Lisbon     |                          |
| 1999 | Teen Sorcery              | Dawn            | Película directa a vídeo |
| 2001 | Wishmaster 3: Devil Stone | Diana Collins   | Película directa a vídeo |
| 2001 | Ripper                    | Molly Keller    |                          |
| 2001 | Out Cold                  | Jenny           |                          |
| 2002 | House Next Door           | Lori Peterson   |                          |
| 2003 | Final Destination 2       | Kimberly Corman |                          |
| 2006 | I'm Reed Fish             | Theresa         |                          |
| 2007 | Night Skies               | Lilly           |                          |
| 2008 | Misconceptions            | Miranda Bliss   |                          |
| 2010 | Mother's Day              | Vicky Rice      |                          |
| 2012 | Least Among Saints        | Cheryl          |                          |
| 2013 | Wer                       | Kate Moore      |                          |
| 2019 | Back Fork                 | Nida            |                          |

### Televisión
| Año       | Título                            | Papel                     | Notas                                      |
| --------- | --------------------------------- | ------------------------- | ------------------------------------------ |
| 1997      | In His Father's Shoes             | Lisa                      | Película de televisión                     |
| 1997      | Elvis Meets Nixon                 | Hippie Chick              | Película de televisión                     |
| 1997      | Goosebumps                        | Kim                       | Episodio: «Don't Wake Mummy»               |
| 1997–1998 | Psi Factor                        | Lee Mason / Jill Starling | 2 episodios                                |
| 2000      | The Spiral Staircase              | Local Girl                | Película de televisión                     |
| 2000      | Higher Ground                     | Shelby Merrick            | Elenco principal; 22 episodios             |
| 2000      | First Wave                        | Lindsay Tilden            | Episodio: «The Flight of Francis Jeffries» |
| 2003      | Dead Like Me                      | Charlotte                 | Episodio: «Sunday Mornings»                |
| 2003–2004 | Tru Calling                       | Lindsay Walker            | Elenco principal; 21 episodios             |
| 2005–2024 | Criminal Minds                    | Jennifer «J.J.» Jareau    | Protagonista; 315 episodios                |
| 2006      | Vanished                          | Hope                      | Película de televisión                     |
| 2011      | Law & Order: Special Victims Unit | Debbie Shields            | Episodio: «Mask»                           |
| 2011      | Bringing Ashley Home              | Libba Phillips            | Película de televisión                     |
| 2022      | 9-1-1                             | Kira                      | Episodio: «Boston»                         |